# Dammi 5 minuti
Dammi 5 minuti è l'ottavo album degli Stadio, pubblicato dalla EMI Italiana (catalogo 7243 8 55809 2) nel 1997. Da questo lavoro vengono tratti due singoli: Un volo d'amore, uscito nello stesso anno, e Ti mando un bacio, messo in commercio nel 1998.
L'album raggiunge la posizione numero 17 nella classifica dei più venduti in Italia

## Il disco
Per la seconda volta (era già successo nell'album Di volpi, di vizi e di virtù), Fabio Liberatori, primo tastierista degli Stadio, si riunisce al suo vecchio gruppo, pur nelle vesti di collaboratore e in soli due brani.
Dal 9 febbraio 1998, la Sony Music Italia ha reso disponibile per il download digitale la versione rimasterizzata.

## Tracce
Gli autori del testo precedono i compositori della musica da cui sono separati con un trattino.
Edizioni musicali EMI Music Publishing, Le Furie (anche Bollicine in Il temporale).
1. Cerchiamo tutti qualcosa – 4:14 (testo: Saverio Grandi – musica: Luca Longhini, Saverio Grandi, Gaetano Curreri)
2. Il temporale – 4:20 (testo: Vasco Rossi – musica: Andrea Fornili, Gaetano Curreri)
3. Dammi 5 minuti – 5:03 (testo: Saverio Grandi – musica: Saverio Grandi, Gaetano Curreri)
4. Un volo d'amore – 4:57 (testo: Bettina Baldassari – musica: Bettina Baldassari, Gaetano Curreri)
5. Millenovecentonovantaniente – 4:35 (testo: Roberto Roversi – musica: Andrea Fornili, Gaetano Curreri)
6. Mi fai rivivere – 4:07 (testo: Saverio Grandi – musica: Renato Droghetti, Saverio Grandi, Gaetano Curreri)
7. The Same (quel tuo solito vecchio gioco) – 4:54 (testo: Bettina Baldassari – musica: Bettina Baldassari, Gaetano Curreri)
8. La colpa che tu eri – 5:18 (testo: Ettore Rugghia – musica: Marco Vinicio Di Rocco, Tullio Ferro)
9. Non torno più – 5:23 (testo: Saverio Grandi – musica: Andrea Fornili, Gaetano Curreri)
10. Ti mando un bacio – 5:12 (testo: Bettina Baldassari – musica: Bettina Baldassari, Gaetano Curreri)
11. Siamo vivi – 4:57 (testo: Saverio Grandi – musica: Renato Droghetti, Saverio Grandi, Gaetano Curreri)

## Formazione
Gruppo
- Gaetano Curreri – voce, tastiera
- Andrea Fornili – chitarra, assolo in 8[5]
- Roberto Drovandi – basso
- Giovanni Pezzoli – batteria

Altri musicisti
- Sarah Jane Morris[5] – seconda voce (7)
- Mirco Dalporto – programmazione e tastiera (eccetto 2,8)
- Fabio Liberatori – pianoforte (2,8); tastiera (2,8)
- Alessandro Magri – programmazione (2,8)
- Pippo Guarnera – organo Hammond
- Davide Di Gregorio – percussioni
- Angelo Branduardi[5] – violino (5)
- Maurizio Piancastelli – arrangiamento (7), corno francese, flicorno, tromba in 4[5]
- Sandro Comini – arrangiamento (7), trombone, percussioni
- Paride Sforza – sax, flauto
- Maurizio Arceri – oboe, flauto dolce
- Davide Budriesi, Antonella Melone, Clara Moroni – cori